# Vassincourt
Vassincourt é uma comuna francesa na região administrativa de Grande Leste, no departamento de Meuse. Estende-se por uma área de 7,94 km².[carece de fontes?] Se localiza na margem esquerda do rio Ornain.
Em 1726, tinha 144 habitantes. Em 2010 a comuna tinha 301 habitantes (densidade: 37,9 hab./km²).